# Louis Hendrix
Louis Hendrix (né à Peer, Limbourg, le 15 février 1827 et mort à Anvers le 18 septembre 1888) est un peintre belge. Son champ pictural couvre initialement la peinture d'histoire, puis essentiellement les sujets religieux.

## Biographie

### Famille et formation
Louis ( Jan Lodewijk) Hendrix, né le 15 février 1827 à Peer, est le fils de Philip Jacobus et de Maria Helena Hollanders. Son talent pictural et son aptitude pour la peinture religieuse étant reconnus très tôt, il suit des cours à l'Académie royale des beaux-Arts d'Anvers. Le peintre Henri Leys reconnaît ses qualités artistiques et parfait la formation de Louis Hendrix qui partage son réalisme historique et son goût pour les coloris puissants de la peinture flamande de la fin du XVe siècle,.

### Carrière à Anvers

Louis Hendrix - Les saintes femmes en chemin vers le Golgotha.

En 1854, il obtient le second prix de Rome belge en peinture pour son Saint Paul prêchant à Athènes,. Membre correspondant de la Commission royale des monuments pour la province d'Anvers, membre de la Société royale des beaux-arts, Louis Hendrix est également trésorier du Musée d'antiquités d'Anvers. Louis Hendrix est également un archéologue amateur et collabore avec l'architecte Jean-Baptiste Bethune. 
Son champ pictural est presque exclusivement consacré à l'art sacré. Il représente des scènes religieuses, dont un célèbre chemin de croix à la cathédrale Notre-Dame d'Anvers, limitant sa production artistique à ce genre,. Il est également le professeur des peintres Leo van Aken, Henri De Smeth et Romain Looymans. Louis Hendrix réalise également des panneaux sur bois de facture néo-gothique dans les églises de Lophem (1870-1873), Lierre (1873-1881) et Kessel-Lo (1875-1877).

### Mort
Il épouse Clara Maria Lautem. Le 18 septembre 1888, il meurt, en son domicile, rue des Juifs à Anvers, à l'âge de 61 ans, après plusieurs années de maladie qui avaient prématurément interrompu sa carrière,.

## Œuvres

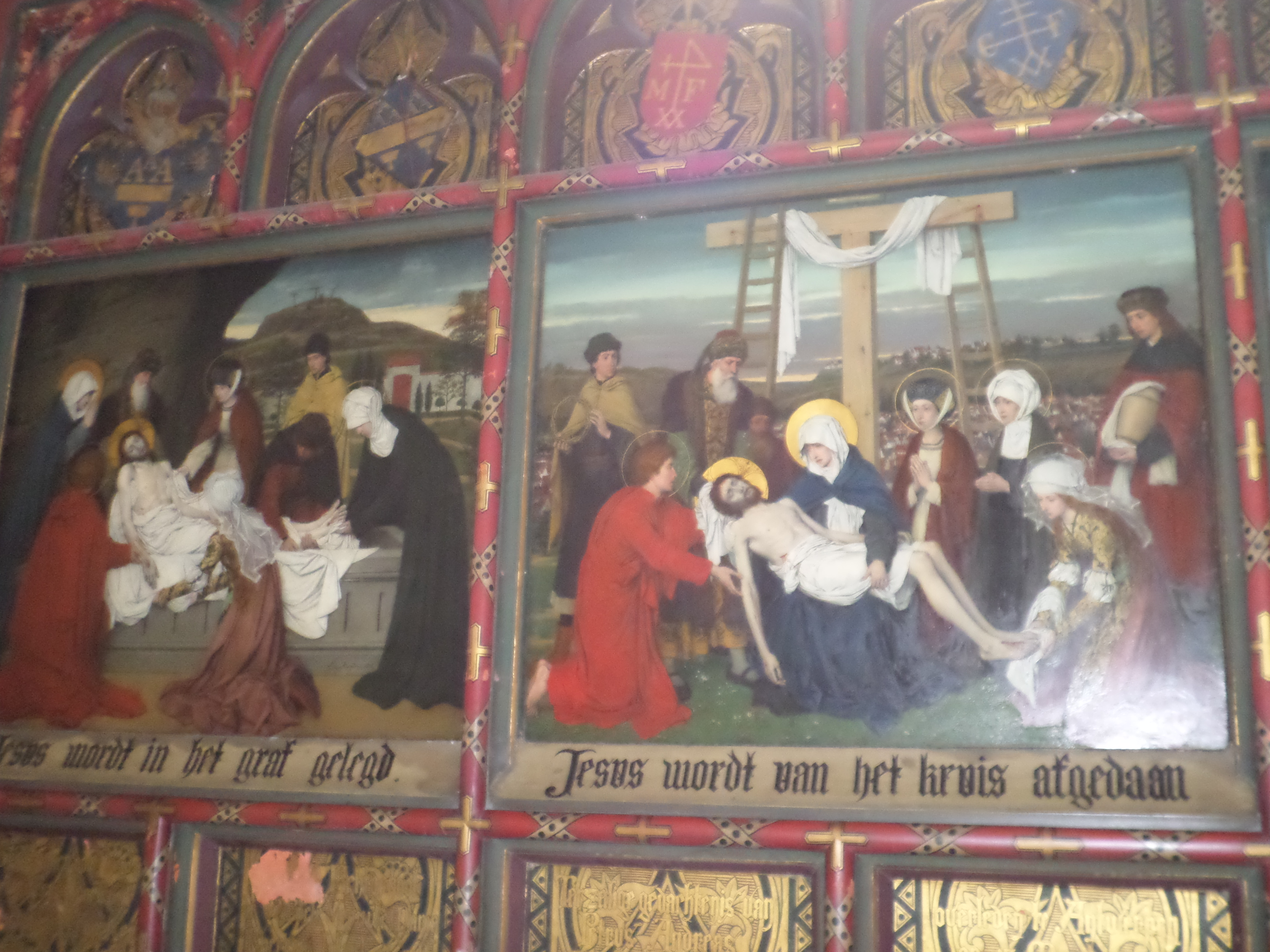
Deux des stations du chemin de croix de la cathédrale Notre-Dame d'Anvers par Louis Hendrix.

Parmi ses œuvres les plus connues, figurent :
- Saint Paul prêchant à Athènes (second prix de Rome en 1854) ;
- Le Repentir de Saint-Pierre (salon triennal d'Anvers de 1855) ;
- Les Saintes femmes en chemin vers le Golgotha (Musée royal des Beaux-Arts d'Anvers) ;
- Chemin de Croix, sept toiles à l'église Saint-Joseph d'Anvers ;
- Chemin de Croix, sept toiles à la cathédrale Notre-Dame d'Anvers (1866-1867) ;
- Saint Alphonse de Liguori de l'église des Rédemptoristes d'Anvers.

## Honneurs
- Chevalier de l'ordre de Léopold ;
- Chevalier de l'ordre de Saint-Grégoire-le-Grand (États pontificaux)[1].
- Son chemin de croix réalisé à Anvers est reproduit en 1889 par Franz Goss (1871-1944) à Ratisbonne afin d'orner la Basilique Notre-Dame de Marienthal de Haguenau[7].